# Mad City - Assalto alla notizia
Mad City - Assalto alla notizia (Mad City) è un film del 1997 diretto da Costa-Gavras.
Il film, con protagonisti John Travolta e Dustin Hoffman, è una critica al sensazionalismo dei media statunitensi.

## Trama
Sam Baily, dopo aver perso il lavoro di custode nel museo cittadino, perde la testa e decide di andare a protestare dalla direttrice armato di un fucile. Accidentalmente gli parte un colpo che ferisce il suo collega Cliff e Baily, preso dal panico, decide di prendere in ostaggio la direttrice del museo insieme a una classe di bambini. A loro si unisce Max Brackett, un giornalista che vuole sfruttare il caso umano di Baily per ritornare al successo.
A poco a poco tra i due si stabilisce un rapporto di solidarietà; mentre il giornalista utilizza la sua capacità di sfruttare i mezzi di informazione per cambiare l'opinione del pubblico nei confronti del sequestratore, sulla vicenda convergono gli interessi di tutte le reti televisive facendo in breve precipitare la situazione.

## Produzione
Il film è stato prodotto dalla Warner Bros. e dalla Arnold Kopelson Productions, con il supporto della Punch Productions. Il catering è stato organizzato dalla Tomkats Catering. Le scene sono state girate dal 26 agosto 1996 al 25 novembre dello stesso anno a San Jose e Los Angeles (California), e New York (New York).

## Promozione

### Tagline
Le tagline per il film sono le seguenti:
- This November, the biggest hostage negotiation is about to begin.
  - Questo novembre, sta per iniziare la più grande trattativa di ostaggi.
- One man will make a mistake. The other will make it a spectacle.
  - Un uomo commetterà un errore. L'altro lo renderà uno spettacolo.

## Distribuzione
Il film è stato distribuito in Svezia il 10 ottobre 1997; negli Stati Uniti il 7 novembre; in Francia il 4 febbraio 1998; in Italia il 6 febbraio; in Argentina e in Germania il 19 febbraio; in Finlandia e in Norvegia il 20 febbraio; in Kuwait il 5 aprile; a Taiwan il 10 aprile; a Singapore il 16 aprile; in Spagna il 30 aprile; in Giappone il 9 maggio; in Danimarca, Estonia, e Islanda il 29 maggio; in Ungheria l'11 giugno; in Polonia il 19 giugno; in Slovacchia il 2 luglio; nel Regno Unito il 10 luglio; in Turchia il 24 luglio; in Brasile il 31 luglio; in Slovenia il 13 agosto; nei Paesi Bassi il 25 agosto; in Irlanda il 4 settembre; in Australia il 15 settembre; in Grecia il 9 ottobre, e in Portogallo il 18 dicembre.

### Divieti
Il film è stato vietato ai minori di 11 anni in Norvegia; ai minori di 12 in Finlandia, Germania, Islanda, e Paesi Bassi; 13 in Argentina, 15 in Danimarca, Corea del Sud, e Regno Unito. A Singapore il film è stato valutato PG (parents cautioned suggested), ovvero adatto a bambini di età da 10 anni in su per la visione non accompagnata, mentre i bambini minori di 10 anni richiedono l'accompagnamento dei genitori o tutori. Negli Stati Uniti invece la Motion Picture Association of America ha classificato il film PG-13(parents strongly cautioned), ovvero vietato ai minori di 13 anni non accompagnati dai genitori.

## Accoglienza

### Incassi
Nel week-end di apertura in patria ha incassato $ 4.649.742 ottenendo poi un incasso totale di $ 10.556.196, che considerando i costi di realizzazione pari a $ 50.000.000 lo resero uno dei flop più grandi della carriera di Hoffman.

### Critica
La critica è stata generalmente positiva: su IMDb il film ottiene un punteggio di 6.3/10; su MYmovies 2.97/5,; su Metacritic il Metascore ammonta a 42, mentre il voto degli utenti è di 8.2/10.; su AllMovie il voto del sito è di 2 stelle su 5, mentre quello degli utenti è di 3 su 5.